# Sloan Nagy Fal

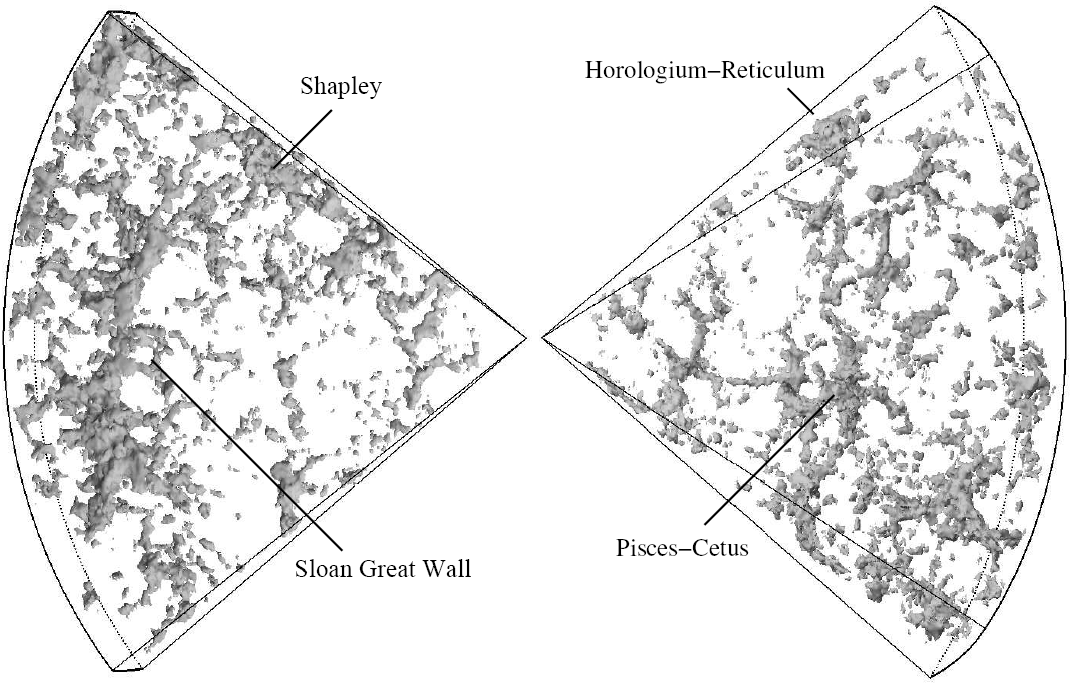
A Nagy Fal a Sloan felmérés adataiban

A Sloan Nagy Fal Világegyetemünk egyik legnagyobb struktúrája. Galaxisokból és galaxishalmazokból álló, elnyúlt alakú képződmény.

## Felfedezése
A felfedezést 2003 októberében, a Princetoni Egyetemen jelentette be Richard Gott III és Mario Jurić.

## Leírása
A képződmény 1,4 milliárd fényév hosszú és körülbelül egy milliárd fényév távolságban található. A Nagy Falat a Sloan Digital Sky Survey adatai alapján fedezték fel.